# Всеобщая забастовка в Сербии (2025)
Всеобщая забастовка в Сербии (серб. Генерални штраjк / Generalni štrajk) — протестная акция и попытка проведения всеобщей забастовки в Сербии в 2025 году. 

## История

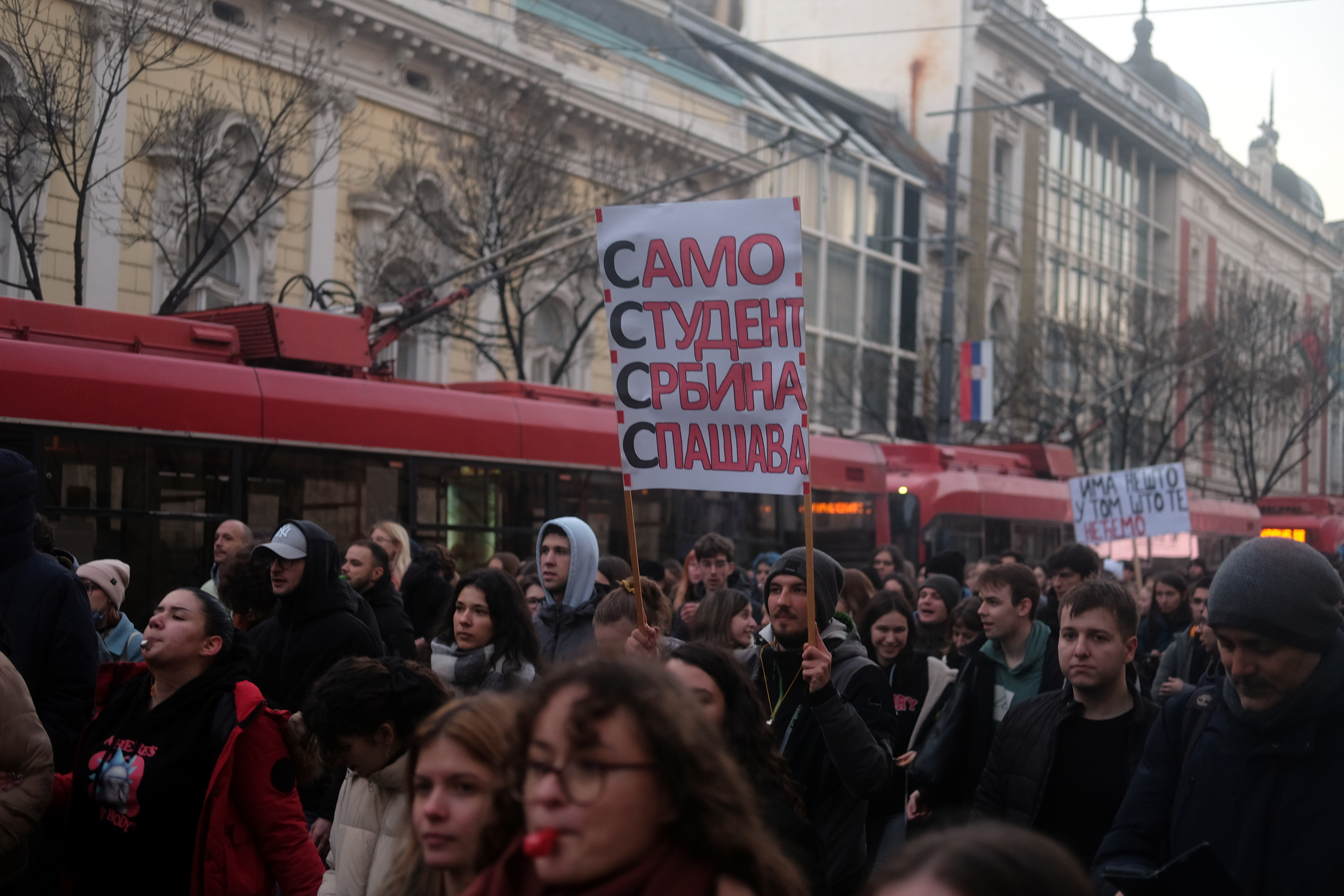
Участники демонстрации, во время всеобщей забастовки, в Белграде. Демонстрант держит транспарант с лозунгом «Только студент серба спасает» (видоизменённый девиз «Само слога Србина спасава»)

Всеобщая забастовка стала продолжением протестных активностей, инициированных протестными студенческими инициативами в 2024 году. Первая акция всеобщей забастовки в Сербии состоялась 24 января 2025 года. Несмотря на то, что к акции призвали и приняли участие, в первую очередь, студенты, её активно поддержал широкий спектр общественных, коммерческих и государственных организаций страны. В противовес протестной акции были устроены акции в поддержку текущего политического курса и правящей партии Сербии. А медиа, лояльные руководству государства, создавали образ неудачи и провала всеобщей забастовки. 

### Акция 24 января 2025 года

#### Численность участников
Точное количество участников, особенно организаций, оценить затруднительно, в том числе потому, что не все смогли высказаться в поддержку всеобщей забастовки, опасаясь давления и преследования. Понимая это, накануне забастовки в интернете распространялись экспертные материалы, оценивающие участие с точки зрения законодательства Республики Сербия. А также инструкции, как на законных основаниях принять участие в забастовке (взяв больничный, установив специальный режим работы или, например, отправившись на станцию переливания крови, чтобы получить законный отгул).  
Количество протестующих, вышедших на улицы Белграда, чтобы принять участие в шествиях и блокадах автомобильных дорог, оценивается в десятки тысяч человек. Общественная организация «Архив публичных собраний» (серб. Arhiv javnih skupova) дала следующие оценки по крупным городам Сербии: около 55 тыс. участников в Белграде, 22 тыс. участников в Нови-Саде, 10,5 тыс. участников в Нише, от 5 до 6 тыс. участников в Крагуеваце. 

#### Связанные события и последствия
После всеобщей забастовки протестующие продолжили акции. Так, 27 января в нескольких крупных городах Сербии прошли акции по блокаде автомобильных дорог. Например, в Белграде состоялась 24-часовая блокада крупной автомобильной развязки в районе Автокомманда. Похожие протестные акции произошли и в Нови-Саде. В Нови-Саде несколько участников подверглись нападению неустановленных лиц. 
28 января 2025 года премьер-министр Сербии Милош Вучевич подал в неотзываемую отставку. Объявляя о своём решении, он отметил и ситуацию с нападениями на протестующих в Нови-Саде, заявив, что «политики должны принимать взятую на себя ответственность и снижать напряжённость в обществе». В связи с отставкой Вучевича автоматически в отставку ушло и Правительство страны. 

### Акция 7 марта 2025 года
Новая акция всеобщей забастовки была назначена на 7 марта 2025 года.

#### Ход акции
Основные события состояли из отказа от работы и совершения покупок в этот день и уличных акций. Так, в Белграде многочисленные протестующие блокировали центральные улицы города и автомобильные мосты, провели митинг у здания Радио и телевидения Сербии и марш по «кругу двойки» — кольцевому трамвайному маршруту в центре столицы.
Аналогичные акции прошли и в других городах Сербии. Также, среди самых заметных инициатив 7 марта являлись акции протеста работников образования, чья протестная активность началась ранее, в 2024 году.

#### Численность участников
По данным общественной организации «Архив публичных собраний», на одном из митингов в рамках 7 марта собралось порядка 20500 участников в центре Белграда. 

#### Связанные события и последствия

##### Контракция «студентов» в Белграде
Также в Белграде 7 марта началась протестная акция студентов, которые выступают за прекращение студенческих блокад университетов и хотят продолжить учёбу. Протестующие студенты собрались в центре столицы Сербии в Пионерском парке, расположенном между зданием Скупщины и дворцовым комплексом Стари и Нови двор, где заседают органы Правительства. Данная акция сразу вызвала к себе скептическое отношение со стороны сербского общества, учитывая то, что её участники не проявили желания общаться с представителями независимых СМИ, с трудом отвечали на вопрос граждан о месте своей учёбы, а также в связи с невиданным уровнем комфорта, который сопутствует их акции: многочисленные однотипные новые туристические палатки, организованная зона биотуалетов, большое число уличных обогревателей и охрана спецназом полиции; что разительно отличается от всех прочих гражданских протестных акций. Участники данной акции подверглись осмеянию со стороны протестующих белградцев, были названы «сэндвичари» и «чаци», а само место их сбора «Чацилендом»; они стали героями многочисленных шутливых упоминаний в интернете.  

##### Акция 15 марта
Во время акции 7 марта была широко анонсирована следующая массовая акция протеста, назначенная на 15 марта 2025 года. Особенностью акции стал призыв присоединиться к белградцам жителей других городов (до того протестующие осуществили несколько акций-маршей из Белграда в города Сербии). В акции массового протеста, названной «15-го для 15-ти» (серб. 15. за 15), приняли, по разным оценкам, от одной до трёх сотен тысяч участников. Некоторые первые оценки, по итогам дня, утверждают о 500 000 и более участников. Событие быстро стали именовать историческим.

###### Инциденты
В целом, акция «15. за 15» прошла мирно, и протестующие не столкнулись с активным противодействием со стороны полиции. Однако акция была отмечена несколькими инцидентами. Среди них стоит выделить наезд автомобилем на протестующих. А также предполагаемое использование инфразвукового оружия для разгона толпы. Как заявила корреспондент сербской службы BBC Милица Раденкович Еремич, пытаясь снять на камеру большую толпу протестующих возле Студенческого культурного центра, она услышала резкий неприятный звук. «Несколько секунд чистой паники, хаоса и страха. Воспоминания меняются под давлением дальнейшей информации и объяснений», — описывала она в своём репортаже. Власти страны отрицают, что подобные средства были использованы. 

## Реакции

### Внутри Сербии
Всеобщая забастовка была поддержана широким кругом организаций, СМИ, профсоюзов и публичных лиц Сербии.  
Однако о том, была ли это в строгом смысле всеобщая забастовка, были высказаны сомнения. Так Зоран Стоилькович (серб. Zoran Stojiljković), профессор факультета политических наук, сказал, что организация всеобщей забастовки требует времени, хорошей координации между различными организациями и более широкого списка требований, чтобы охватить бизнес и государственные учреждения.  Любислав Орбович (серб. Ljubisav Orbović), президент Союза независимых синдикатов профсоюзов заявил, что к ним не поступала просьба выступить с предложением об участии в забастовке к профсоюзам. 
Президент Сербии Александар Вучич заявил, что день всеобщей забастовки будет просто обычным днём, а все доказательства якобы массовых собраний в социальных сетях, будут сделаны в обеденный перерыв. При этом, он назвал требования протестующих «невероятными», и сравнил организаторов акций с сектантами.
21 марта Александр Вучич поблагодарил спецслужбы России за помощь в борьбе против «цветных революций».

### Международная реакция
Представительница МИД России Мария Захарова озвучила мнение, что «происходящее в Сербии в контексте планов Запада по дестабилизации ситуации в стране». 
Дипломат и бывший и.о. директора национальной разведки США Ричард Греннел заявил, что  не поддерживает «тех, кто подрывает верховенство закона» и посоветовал, что «если вам не нравится закон или лидер, постарайтесь изменить его, но не прибегайте к насилию».
Подобная реакция позволила сербским СМИ иронично заметить, что протестная активность в стране объединила Россию и США.

### Комментарии
1. ↑  Сэндвичары, т.е. буквально те, кто протестует за сэндвич — нанятые участники провластных акций, за участие в которых получают стандартно низкую плату и перекус. Слово и образ активно используются в сербском протестном контексте с 2019 года[22].
2. ↑  «Чаци» (Ћаци) искаженное написание и произношение сербского слова «Джаци» (Ђаци), означающего школьника. Ошибка возникла при написании лозунга «Ученики в школу» на воротах новосадской гимназии и быстро приобрело популярность для обозначения оплаченных участников митингов, выдающих себя за студентов, которые хотят вернуться в учёбе. Так место их сбора в центре Белграда получил шутливое прозвище «Ћациленд»[23].